# Пам'ятний знак в урочищах Ваканці та Кам'янка
'Пам'ятний знак в урочищах Ваканці та Кам'янка '— пам'ятний знак, споруджений в 2011 році на вшанування пам'яті воїнів 196 сд, 227 сд 6 ск 26 армії Південно-Західного фронту, які у серпні 1941 ціною свого життя не пропустили ворога до Канівських переправ на Дніпрі. Скульптурну композицію виконано з чотирьох гранітних каменів встановлених на земляному пагорбку. Перший камінь — постамент виконано у вигляді прямокутної плити з червоного граніту. Другий — плаский камінь з пам'ятним написом встановлено під нахилом. Третій та четвертий встановлені вертикально та стилізовані як багнети. Земляний пагорбок висотою біля 3-х метрів покритий трав'яним газоном. На гранітному камені викарбувано : «На цьому полі, в урочищах Ваканці та Кам'янка в серпні 1941 року воїни 196сд, 227сд 6 ск 26 армії Південно-Західного фронту вели нерівний бій з фашистами і ціною свого життя не пропустили ворога до Канівських переправ на Дніпрі».
Пам'ятник розташований на полі бою в урочищі Ваканці, що лежить між м. Корсунь-Шевченківський та селом Саморідня.

## Історія створення знаку
Пам'ятний знак був створений за ініціативи Всеукраїнської громадської організації «Товариство українських офіцерів» підтриманною Державною службою у справах інвалідів та ветеранів України. Проект пам'ятного знаку розроблений авторським колективом у складі: Савченко В. М., Альбін О. М., Побірченко С. П. та Покатілов М. А. Урочисте відкриття Пам'ятного знаку відбулось 15 листопада 2011 року представником Державної служби у справах інвалідів та ветеранів України Морозом В. М. за дорученням голови Державної служби Маслакова В. О. Відкриттю пам'ятного знаку передували спеціалізований фестиваль фільмів, присвячених героїчному подвигу народу в початковому періоді Великої Вітчизняної війни та екскурсії по залах музею Корсунь—Шевченківської битви 1944 року. Глядачам були представлені фільми «Поле забутих героїв», «Корсунь та корсунчани у роки війни» та «Кордон 41». Фільм «Поле забутих героїв» є першим в серії фільмів «Солдати Перемоги», що створюється за ініціативи Української громадської організації «Товариство українських офіцерів» і цілком присвячений подіям літа 1941 року на корсуньщині.

## Хронологія історичних подій
Хронологією боїв радянських військ 26 армії Південно-Західного фронту під Корсунем 1941 року — на лівому фланзі фронту з 29.07. по 15.08. 1941, що відбувалися у той час, коли ворог розпочав штурм оборони Києва.
28.07. 41 частини 227 сд зайняли рубіж Яхни, Вільхівець, Москаленки; далі на рубіж по р. Росі до Яблунівки виходили частини 196 сд. 29.07.41 противник увів у бій значні сили танків /у р-ні Миколаївка — до 100 одиниць/, мотопіхоти, авіацію, а проти 196 сд — 57 піхотну дивізію.
30.07.41 частини 1 танкової групи Клейста, маючи потрійну перевагу в силі, прорвали оборону 227 сд, мотопіхотою та 74 танками з боями пройшли тилами 196 сд, захопили Корсунь та однойменну залізничну станцію.
31.07.41 лінія фронту проходила по рубежу Казимирівка, Гороховатка, Кагарлик, Миронівка, Олексіївка/4 км північніше Таганчі/, Корнилівка.
На початку серпня 1941 року головнокомандуючий військами Південно-Західного напряму Будьонний С. М. наказав підготувати контрудар силами 26 армії в напрямі Корсунь, Звенигородка, Умань, щоб деблокувати оточені війська 6 та 12 радянських армій в районі Умань, Новоархангельськ, Первомайськ. Ідею контрнаступу підтримав Й. В. Сталін.
На світанку 07.08.41 року після 30-хвилинної артпідготовки перейшли в наступ з рубежу Ємчиха, Таганча, Мартинівка, Корнилівка частини 6 стрілецького та 5 кавалерійського корпусів 26 армії за підтримки 28 винищувального, 66 штурмового та 211 ближньобомбарду вального авіаційних полків 15 змішаної авіадивізії.
На 13.00 07.08.41 року 1048 та 1046 стрілецькі полки 264 сд з боями вийшли на рубіж: північно-східна околиця Пішок, висота 212,0, північно-східна околиця Моринець, Сотників. 884 стрілецький полк 196 сд були оволодів рубежем: ліс за 2 км південно-східної околиці Саморідні, висота 174,0 /Козацька Могила/; 863 стрілецький полк вів бій за станцію Корсунь, лівим флангом вибив противника з Набутова, Гарбузина. Противник чинив впертий опір у районі залізничної станції Корсунь, маючи там добре укріплений вузол оборони.
Радянські авіатори зробили понад 50 літаковильотів, бомбили ворога в районах Корнилівка, Квітки, Вільшана, колону з артилерією на шляху Листвина, Стеблів, автомашини в р-нах Петрушки, Сотники, Дацьки. З 16 години через складні метеоумови та розмокання аеродромів винищувачі та бомбардувальники бойової роботи не вели.
Раптовий удар радянських військ відкинув противника на відстань до 25 км. Під кінець дня німецьке командування ввело у бій резерви, які завдали сильних контрударів, що були підтримані авіацією. Тимчасово було припинено наступ 1 танкової групи на південь і частину її сил кинуто проти 6 стрілецького корпусу. Подальший наступ радянських військ на Звенигородському напрямі успіху не мав.
08.08.41 26 армія одержала завдання змінити напрям удару: — замість наступу на південь ударом у напрямі Ржищів знищити канівське угруповання ворога. Наступ не мав успіху. Не відповідає дійсності твердження генерал-полковника В. М. Шатилова в його мемуарах «А до Берлина было так далеко…» та авторів нарису «Земля, що велетів зродила» в «Книзі Пам'яті України Черкаська область» про те, що в серпні 1941 м. Корсунь та однойменна залізнична станція звільнені від ворога. Архівні документи та місцеві жителі цього не підтверджують.
09.08. 1941 року полки 264 та 196 сд перейшли до оборони на рубежі: південна околиця Павлівки, висота 212, Сотники, роз'їзд Саморідня, Гарбузин; ділянку Набутів, Нетеребка, Сахнівка прикривав розвідувальний батальйон 196 сд.
Підтримана танками мотопіхота ворога безперервно атакувала радянські полки, які зазнали значних втрат. Особливо жорстокими були бої 13.08.1941 та 14.08. 1941 року коли підрозділи 6 стрілецького корпусу обороняли рубіж Мартинівка, Ключники, Поташня /264 сд/, Буда, Бровахи, Сахнівка /196сд/.
Вночі 15.08.41 за наказом командування 264 сд була відведена до канівських переправ, 196 сд — у район Черкас через села Межиріч, Софіївка, Драбівка, Байбузи, Мошни через річку Вільшанка до с. Дахнівка.
За спогадами колишнього командувача 38 армії генерал-лейтенанта Рябишева Д. І. до складу армії була передана 196 стрілецька дивізія під керівництвом генерал-майора Кулікова Костянтина Єфимовича. У 196 стрілецькій дивізії після боїв під Таращаею та Корсунем налічувалося 1400 бійців і командирів, 12 артилерійських гармат та 26 кулеметів різних калібрів і систем. Про розмір втрат 196 сд достатньо свідчать спогади її колишнього начальника штабу майора Шатілова В. М. — майбутнього Героя Радянського Союзу, генерал-полковника, який у своїх мемуарах показує, що після передислокації 196 сд з Південного фронту на ст. Корсунь, Звенигородка, Городище та зайняття лінії оборони в районах Бране Поле — Медвин у дивізії нараховувалося понад 17 400 бійців та дивізійний комплект артилерії і частин забезпечення. У жорстоких боях в районах Бране Поле — Медвин, далі — села Пішки — Нехворощ від ударів авіації, танків та піхоти противника дивізія на кінець липня 1941 року втратила більше половини свого бойового складу. Поповнення особовим складом не відбувалося. Аналогічні втрати понесли 227 та 264 сд. І не тільки. На усіх фронтах ворог, який мав перевагу у сучасних літаках, танках, артилерії і живій силі наносив ураження військам Червоної армії. Були і інші фактори поразок і вимушеного відступу…
Після липневих боїв жителі с. Пішок підібрали на полі бою 14 поранених, переховували їх, в час коли в село вступили нацисти. Медичну допомогу пораненим надавала медсестра Собченко О. К. На вогневих рубежах 196 сд в урочищі Кам'янка та на полі між Саморіднею та Козацькою Могилою після завершення боїв за наказом та під наглядом окупантів місцевими жителями були загорнуті землею в окопах на місці бою та загибелі більше ста вбитих червоноармійців, медальйон одного із загиблих, Портянко О. Н. з Дніпропетровської області, вдалося дістати потай від окупантів мешканцю м. Корсунь-Шевченківський Побірченко С. П., якому у 1941 році було всього 15 років. Саме він восени 2010 року привернув увагу активістів Всеукраїнської громадської організації «Товариство українських офіцерів» до подій літа 1941 року та активував їх роботу на своєчасний пошук історичної правди, щоб з часом не згасла людська пам'ять та менш було нерозгаданих таємниць і подій війни.

## Галерея

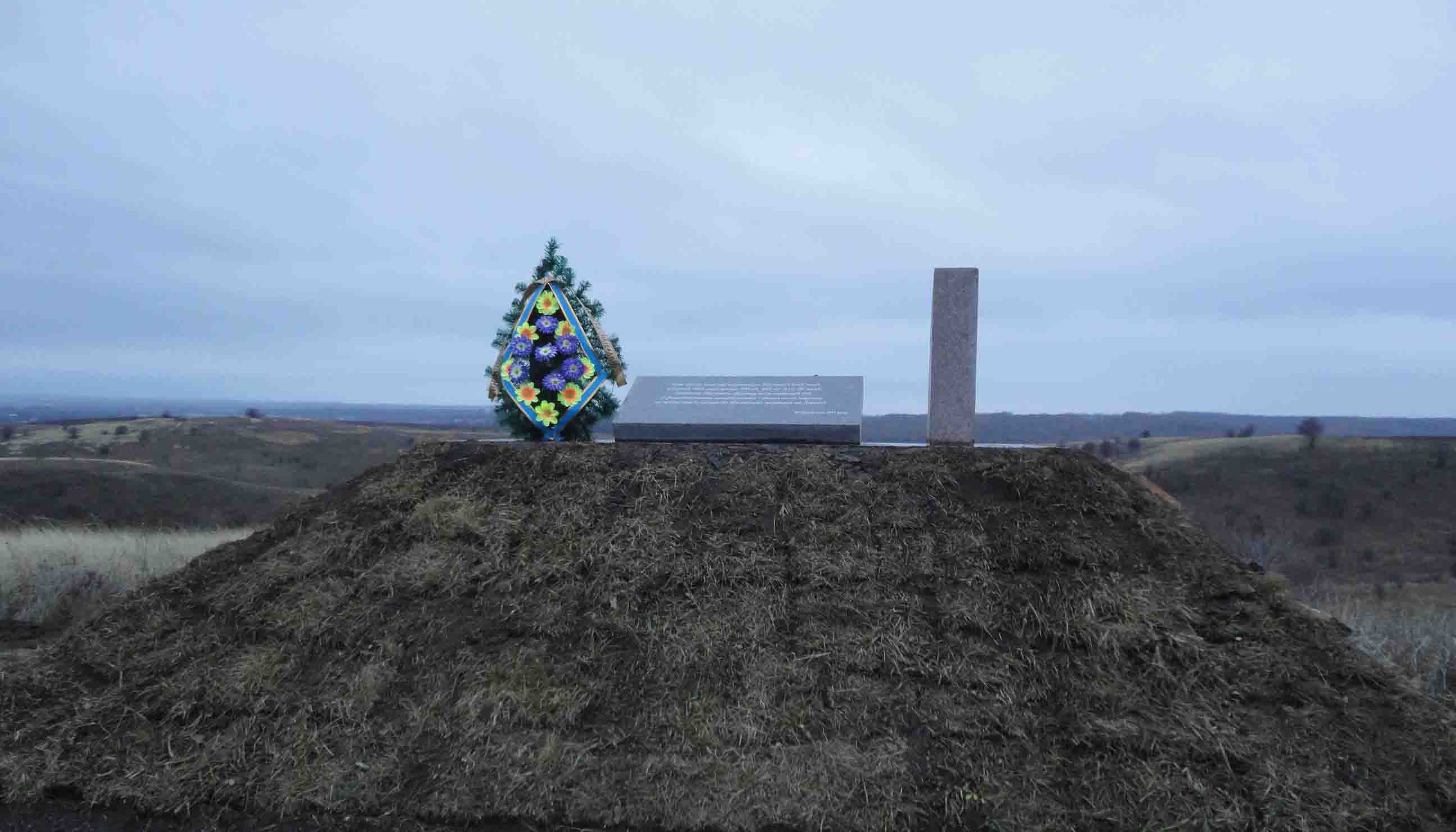
Пам’ятний знак в урочищах Ваканці та Кам’янка (Корсунь-Шевченківський).
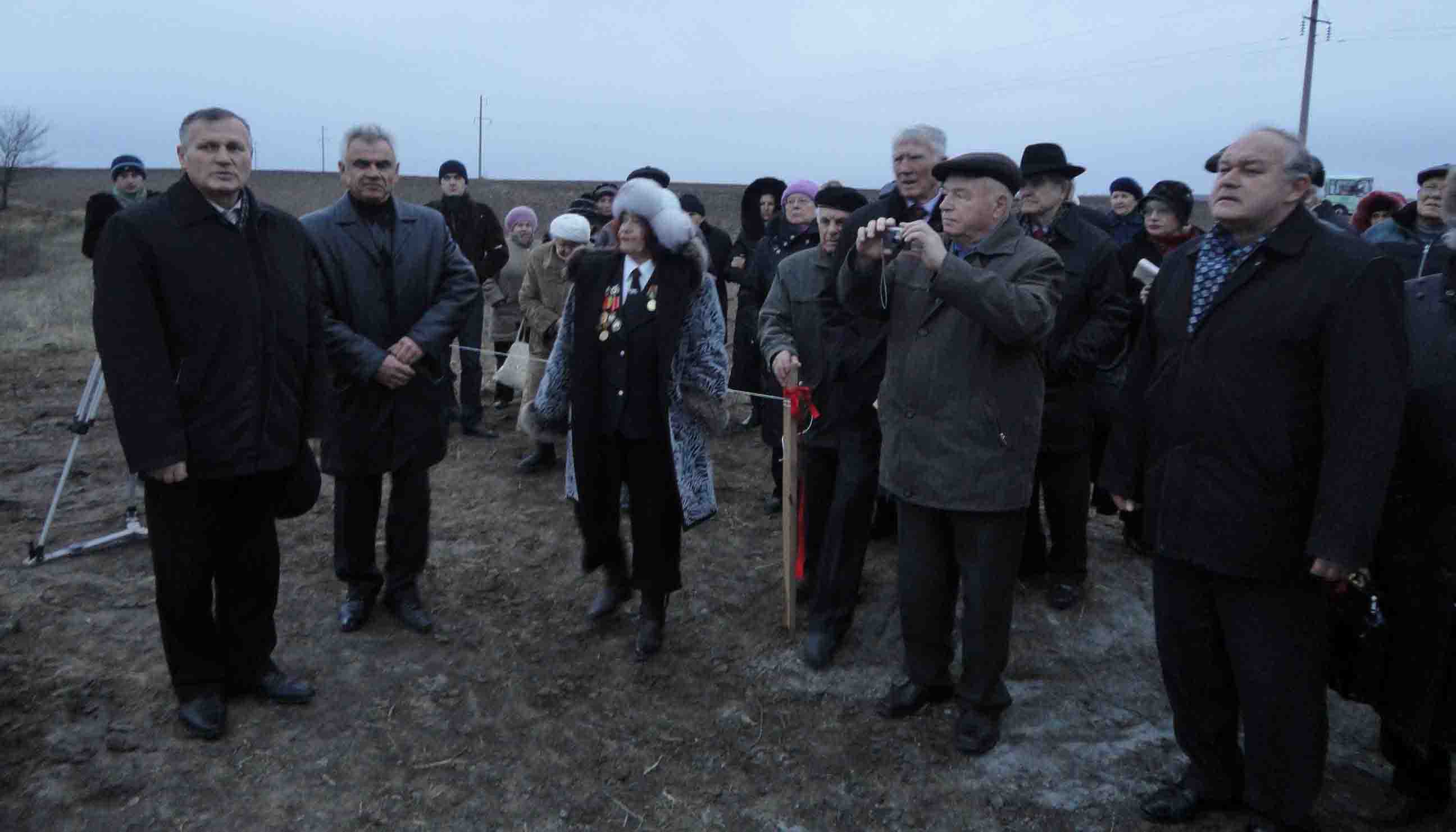
Відкриття Пам’ятного знаку (Саморідня,Корсунь-Шевченківський) 15 листопада 2011.
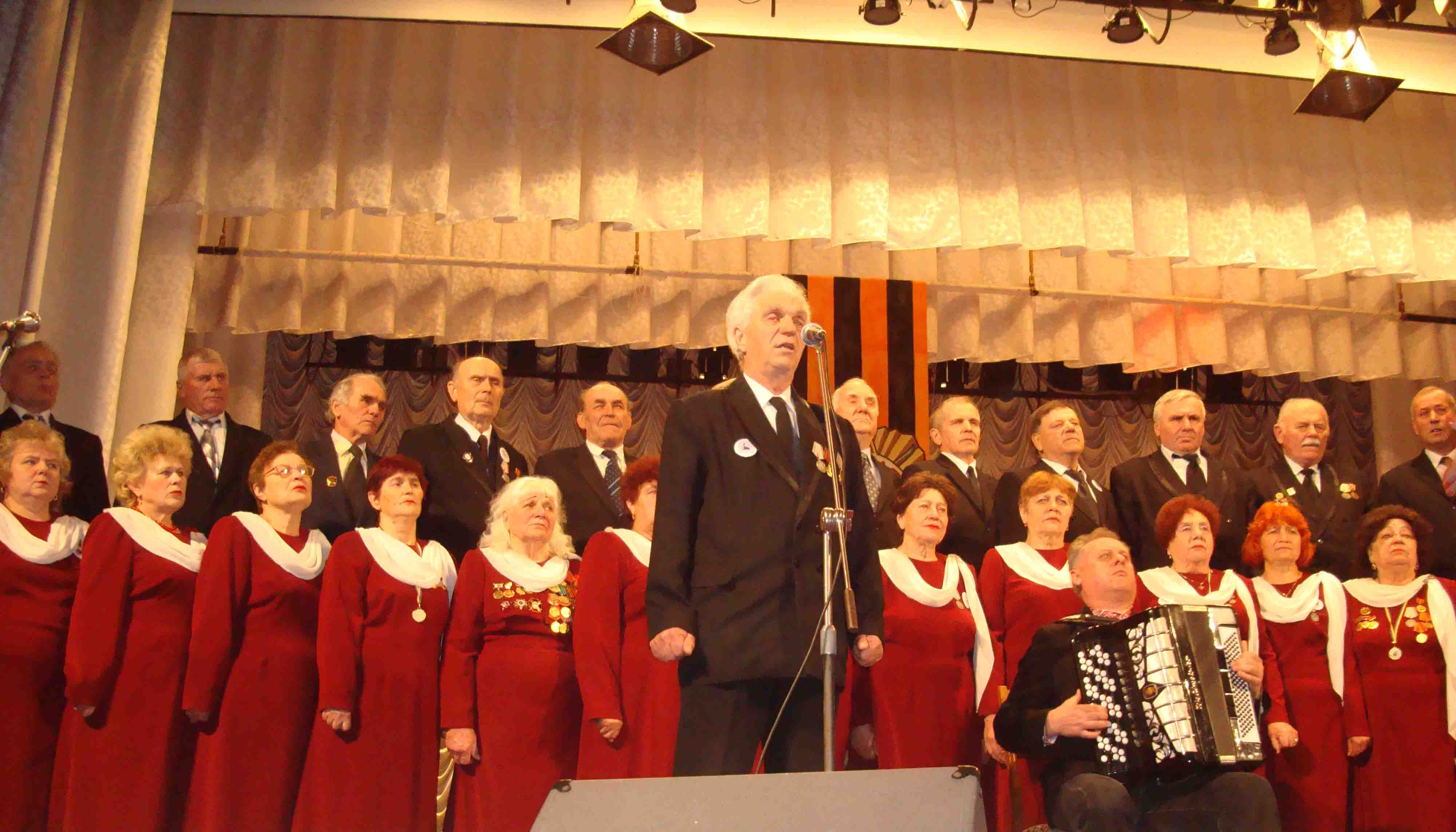
Концерт ветеранів у Корсунь-Шевченківському, 2011.